# Selva (duo)
Selva é uma dupla musical brasileira formada em 2015 na cidade de São Paulo por Pedro Lucas Munhoz (São Paulo, 14 de janeiro de 1991) e Brian Cohen (São Jose dos Campos, 25 de março de 1989).

## Biografia
Amigos a mais de dez anos, Pedro e Brian formaram o duo em 2015, após deixarem uma balada de música eletrônica juntos, segundo os artistas, o Selva é um projeto de house pop, com uma mistura de música pop com batidas de música eletrônica. Em três anos de atividade, a banda tem sido considerada uma das revelações do gênero na década de 2010. Em 2019, a dupla assinou contrato com a gravadora Universal Music.

## Discografia

### Extended plays (EPs)
| Álbum  | Detalhes                                                                                              |
| ------ | --- |
| We Are | - Lançamento: 28 de outubro de 2016 - Formatos: Download digital, streaming - Gravadora: Independente |

### Singles
| Título                                       | Ano  | Certificações     |
| -------------------------------------------- | ---- | ----------------- |
| "Don't Give Up" (part. Manu Gavassi)         | 2015 |                   |
| "Back to You" (part. Kill Your TV)           | 2016 |                   |
| "Fire"                                       | 2016 |                   |
| "Right There" (part. Laura Lobo)             | 2016 |                   |
| "O Amor Existe (Meu Amor)"(part. Mar Aberto) | 2017 |                   |
| "Don't Tell Me" (part. Ana K)                | 2018 |                   |
| "Remember Me" (part. Lalo)                   | 2018 |                   |
| "I Miss You"(com Alok)                       | 2018 | - PMB: 2× Platina |
| "Kyoto" (part. SuperJam)                     | 2018 |                   |
| "Call My Name" (part. Ocana)                 | 2018 |                   |
| "Inshallah" (part. Clubbers)                 | 2018 |                   |
| "O Cais" (part. Rakka)                       | 2019 |                   |
| "Amanhecer"                                  | 2019 |                   |
| "Lost"                                       | 2019 |                   |
| "Tic Tac"(part. Matheus & Kauan)             | 2019 |                   |